# Zielona Góra (gmina wiejska)
Zielona Góra – dawna gmina wiejska funkcjonująca w latach 1973–2014. Siedzibą gminy była Zielona Góra, nie wchodząca w jej skład. Według danych na 31 grudnia 2014 gminę zamieszkiwało 16 767 osób.

## Historia
Gmina powstała 1 stycznia 1973. 15 stycznia 1976 gmina została zniesiona przez połączenie z gminą Racula w nową gminę Zielona Góra, do której włączono jednocześnie obszary sołectw Barcikowice i Jarogniewice ze zniesionej gminy Mirocin Średni.
Na szczeblu wojewódzkim gmina w latach 1973–1975 przynależna była do (dużego) województwa zielonogórskiego, w 1975–1998 do (małego) województwa zielonogórskiego, a w 1999–2014 do województwa lubuskiego. Ponadto w latach 1973–1975 i 1999–2014 znajdowała się w powiecie zielonogórskim.
1 stycznia 2015 gmina została połączona z miastem na prawach powiatu Zielona Góra. W wyniku połączenia, na terenie dawnej gminy Zielona Góra utworzono dzielnicę Nowe Miasto, która od 2 stycznia 2015 funkcjonuje jako część administracyjna miasta Zielona Góra.

## Ochrona przyrody
Na obszarze gminy znajdował się rezerwat przyrody Zimna Woda chroniący kompleks łęgów olszowo-jesionowych i olsów wraz z naturalnymi procesami ich dynamiki.

## Struktura powierzchni
Według danych z 2014 gmina Zielona Góra zajmowała obszar 220,45 km², w tym:
- użytki rolne: 34%
- użytki leśne: 55%

## Demografia

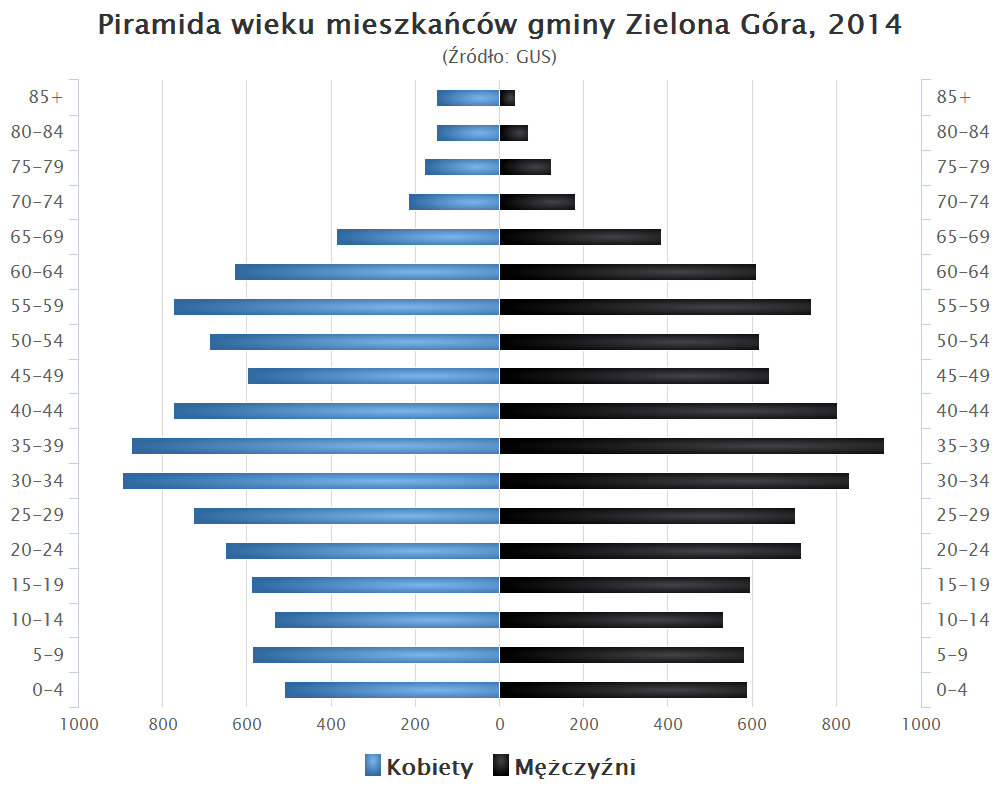
Piramida wieku mieszkańców gminy Zielona Góra w 2014 roku

## Sołectwa
Do 31 grudnia 2014 na terenie gminy funkcjonowały następujące sołectwa: Barcikowice, Drzonków, Jany, Jarogniewice, Jeleniów, Kiełpin, Krępa, Łężyca, Ługowo, Marzęcin, Nowy Kisielin, Ochla, Przylep, Racula, Stary Kisielin, Sucha, Zatonie, Zawada.
Miejscowościami bez statusu sołectwa były: Barcikowiczki, Krępa Mała, Przydroże, Stożne.

## Sąsiednie gminy
Czerwieńsk, Kożuchów, Nowogród Bobrzański, Otyń, Sulechów, Świdnica, Zabór, Zielona Góra